# Naval Air Facility El Centro
La Naval Air Facility El Centro ou NAF El Centro (IATA: NJK, ICAO: KNJK, FAA LID: NJK) est une installation aéronavale de la marine américaine située à environ 10 km au nord-ouest d'El Centro, dans le comté d'Imperial, en Californie. La NAF El Centro est sous la juridiction de la Navy Region Southwest (en) et sert à la fois de port d'attache temporaire pour les unités militaires qui s'entraînent au combat aérien et au bombardement, et de centre d'entraînement hivernal pour les Blue Angels.
Fondée en 1946 sous le nom de Naval Air Station El Centro, l'installation avait auparavant été le site d'une base aérienne du corps des Marines de l'époque de la Seconde Guerre mondiale. En 1979, l'installation a reçu sa désignation actuelle d'installation aéronavale.